# Jōkei
Jōkei var en japansk skulptör i slutet av 1100-talet.
Nästan ingenting om Jōkeis liv är känt. Han arbetade samtidigt som Unkei i Kōfuku-ji, och utgick troligen från Unkeis skola, han är jämbördig sin lärare i skicklighet. Ett förhållandevis stort antal säkra arbeten av Jōkei har bevarats, de båda tempelväktarna vid Kōfuku-ji räknas som hans främsta verk.